# Escudo de Colima
El Escudo Oficial del Estado libre y soberano de Colima es la representación heráldica de dicho Estado. En su diseño, se simboliza la historia, geografía, flora y fauna del Estado y ha sido un símbolo de identidad para los habitantes del lugar.

## Historia
Como primer antecedente del escudo, en 1954 Alfredo Ruiseco Avellaneda, Ricardo Guzmán Nava y Jorge Chávez Carrillo, basándose en el pictograma presente en el folio 38r del Códice Mendoza, crearon el «Escudo Hispánico Simple de Época Moderna». A pesar de no haberse decretado oficialmente su uso, se utilizó en todos los documentos y representaciones oficiales del Estado. El 17 de agosto de 1968 finalmente se adopta de manera oficial.
Sin embargo, la descripción del diseño original de este primer escudo es incompleta, lo que con el tiempo dio lugar a diferentes versiones del mismo. Con la finalidad de hacer precisiones, José Ignacio Peralta, entonces gobernador del Estado, convocó por invitación a artistas colimenses para la realización de una propuesta gráfica adecuada a la descripción del decreto de 1968 y basada en el escudo original de 1954.
El 11 de julio de 2016, una comisión especial conformada por historiadores, académicos, periodistas y servidores públicos determinó que Álvaro Rivera Muñoz realizó la precisión gráfica más adecuada, por lo que el mandatario estatal le otorgó un merecido reconocimiento por la aportación social, cultural e histórica. El artista Álvaro Rivera Muñoz corrigió y agregó los términos heráldicos en la descripción textual y gráfica, así como cedió los derechos de su obra. El 13 de agosto de 2016 se oficializó la adopción de este segundo escudo.

## Descripción

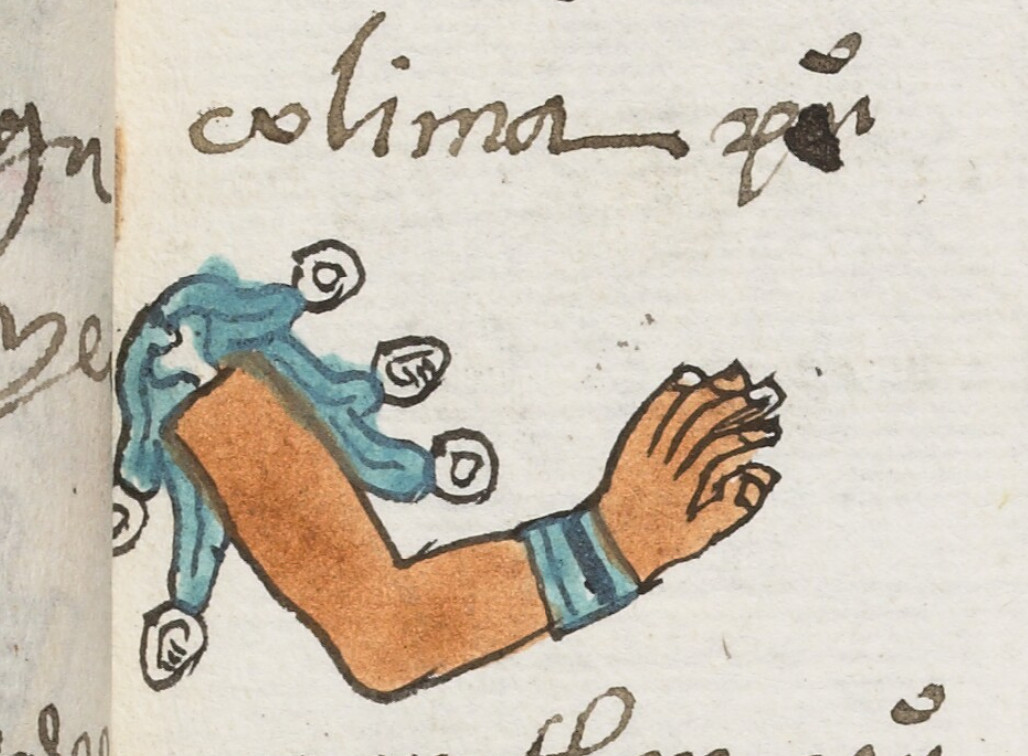
Pictograma de Colima presente en el Códice Mendoza. Detalle de la esquina superior izquierda del folio 38r.

Recreación del pictograma de Colima. Que simboliza el dominio ejercido por la fuerza.

El pictograma presente en el Códice Mendoza consiste en un brazo derecho flexionado, con la mano torcida, el húmero expuesto y agua sobre el hombro, en la parte superior del pictograma hay un rótulo que indica «colima. pueblo». Aunque el significado de «Colima» presenta una ambigüedad lingüística, estudios en la materia sugieren que el significado preferible es «lugar donde el agua tuerce» o «el lugar del recodo del río».
Según el decreto emitido el 13 de agosto de 2016, la descripción del escudo oficial es la siguiente:
- En campo de plata: pictograma de Colima presente en el Códice Mendoza, el cual «es un brazo humano, en su color, separado del cuerpo, con el símbolo de agua en el hombro y que tiene una pulsera azul con una línea roja».
- Bordura: filiera en color gules (rojo).
- Timbre del escudo: yelmo de acero de costado, con la visera abajo y viendo hacia la derecha (a la izquierda para quien ve el escudo); en su parte superior y en punta tiene un penacho de plumas de color negro.
- Ornamentos exteriores del escudo:
  - Sostenes: ambos lados del escudo están adornados por flores de jamaica y otras especies de hibiscos («obelisco» como se conoce en Colima), con serpientes apalcuates (tilcuates) descendentes y enredadas en la planta.
  - Soportes: ambos lados del escudo cuentan con jaguares viendo hacia afuera del escudo y cada uno tiene bajo sus manos un caracol marino sobre unas ondas de agua en tres tonos de azul. En la parte baja y central hay una palma de cocos, y detrás están el Nevado de Colima y el Volcán de Colima, con follaje de parotas.
  - Divisa: En la parte inferior se lee la divisa grabada en mayúsculas de color negro y sobre una cinta de oro: «El temple del brazo es vigor en la tierra».

## Significado
Acorde al decreto de 2016, los elementos del escudo oficial tienen los siguientes significados:
- Los metales:
  - La plata simboliza al agua, la pureza y la integridad.
  - El oro simboliza al Sol, el fuego del volcán, la caridad y la nobleza.
- Los colores:
  - El rojo gules simboliza el clima cálido de Colima, la fortaleza, la fidelidad, la alegría y el honor.
  - El azul representa el cielo y la pureza.
- Los ornamentos:
  - Los hibiscos son una de las plantas más conocidas de Colima y representan su flora.
  - Los apalcuates (tilcuates) son las serpientes más conocidas de Colima.
  - Los jaguares, venerados por las comunidades precolombinas, son los felinos más grandes de Colima y representan su fauna.
  - Los caracoles, también venerados por las comunidades precolombinas, simbolizan la riqueza marina.
  - Las ondas de agua precolombinas representan los ríos, las lagunas y al océano Pacífico.
  - La palma de cocos simboliza el paisaje y el campo agrícola de Colima.
  - El Nevado de Colima y el Volcán de Colima son símbolos de pertenencia, arraigo y amor por el territorio colimense.
  - Las parotas es uno de los árboles más emblemáticos de Colima y representan los recursos forestales maderables.

## Representaciones no oficiales
Las siguientes representaciones, aunque de uso común, no cumplen con los requisitos indicados en la descripción oficial.

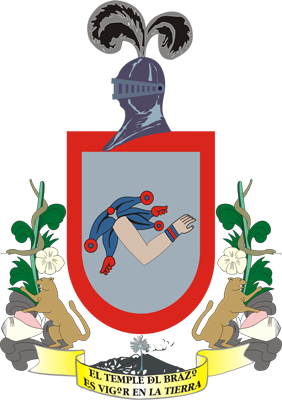
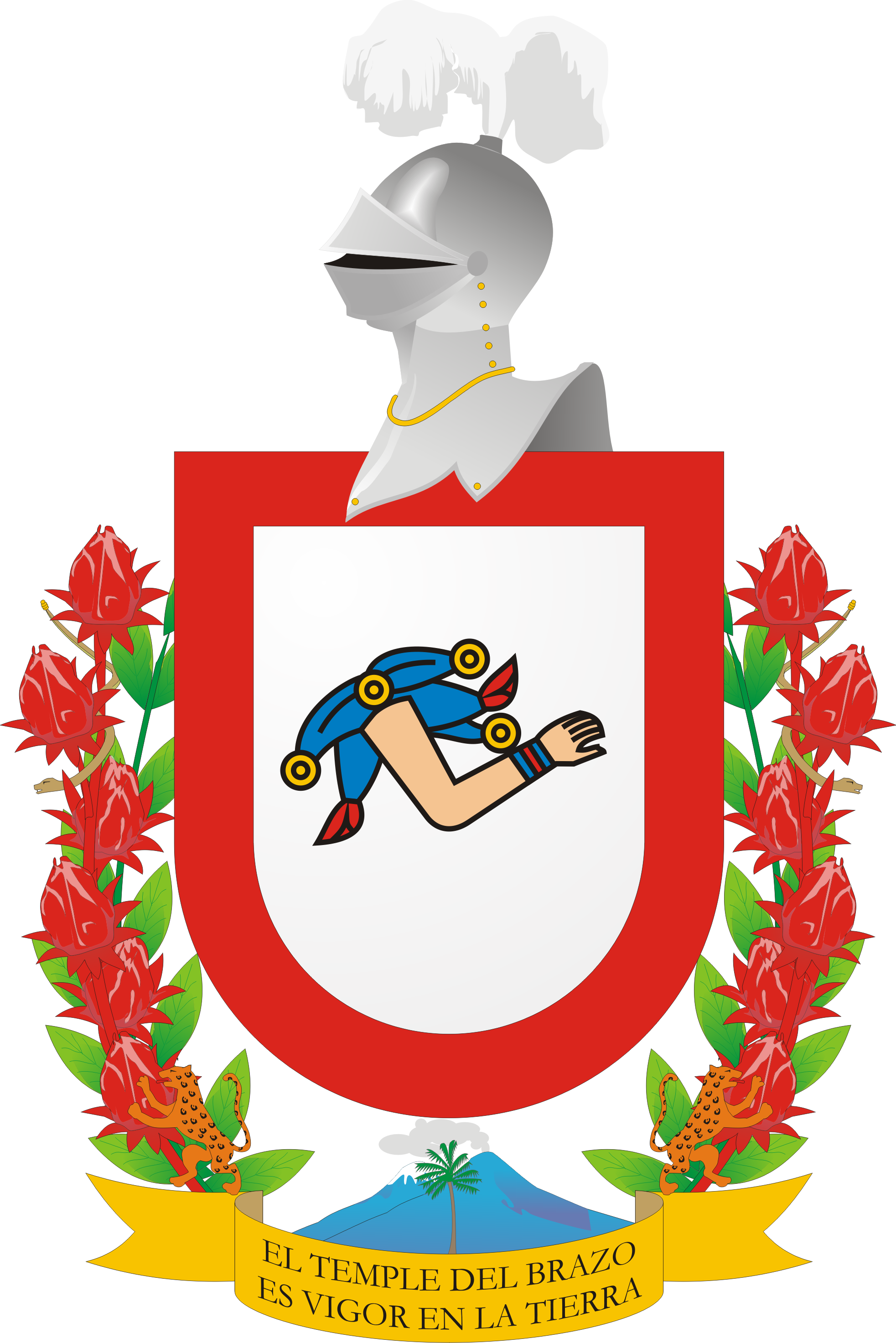

- Archivo:Escudo del Estado de Colima.svg

## Escudos municipales de Colima
Además del escudo oficial estatal, cada municipio cuenta con su propio escudo.

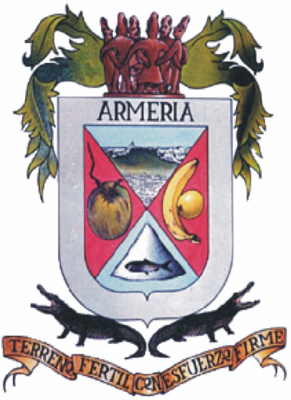
Armería
Colima
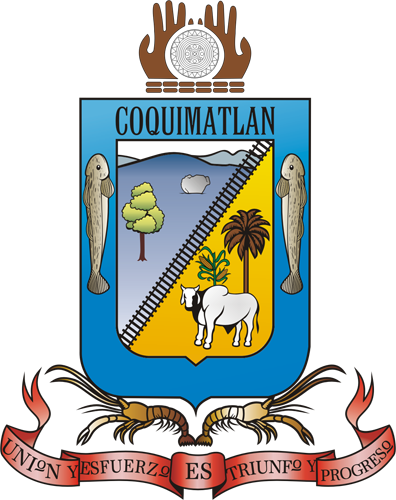
Coquimatlán
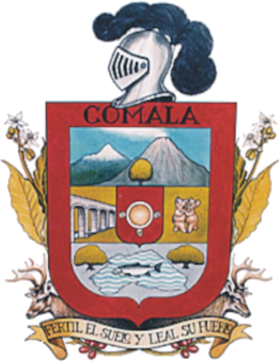
Comala
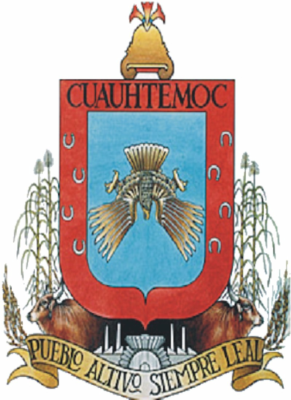
Cuauhtémoc
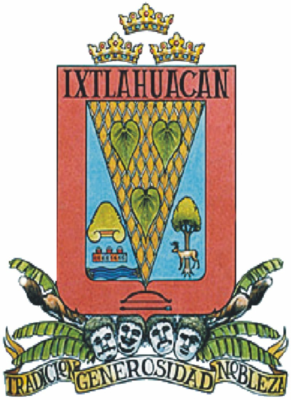
Ixtlahuacán
Manzanillo
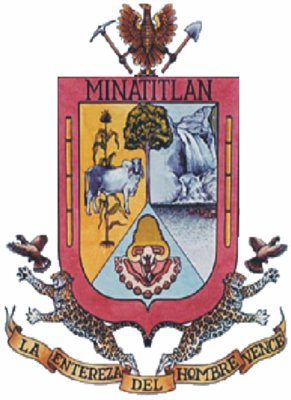
Minatitlán
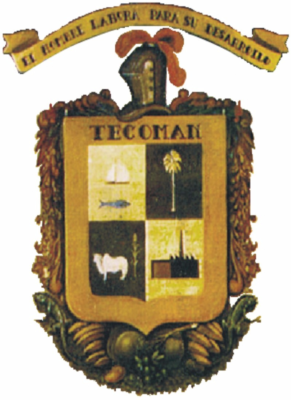
Tecomán
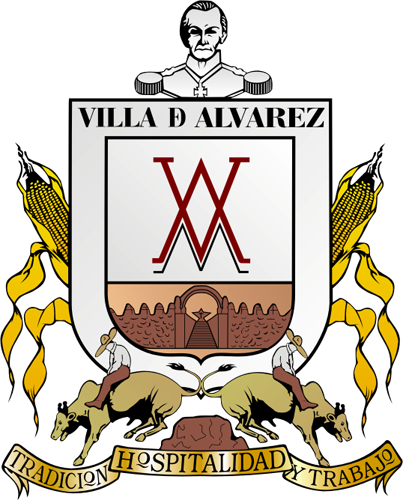
Villa de Álvarez